# Cirrus radiatus
Cirrus radiatus или радиални перести облаци са разновидност на перестите облаци, част от семейството на високите облаци и са разположени най-високо в тропосферата.
Радиалните перести облаци имат вид на паралелни ивици, перспективно сходни към хоризонта. Често обхващат цялото небе.t Частично са съставени от пересто-кълбести (cirrocumulus) или пересто-слоести облаци (cirrostratus).
В полярните области височината на долната граница на тези облаци е най-ниска. Тя е между 3000 и 7600 m. Над тропичния пояс се разполагат на най-високо – от 6100 до 18 000 m. В умерените ширини варира между 5000 и 14 000 m. Образуват се при ниски температури и се състоят от ледени кристали.